# Adinandra gallatlyi
Adinandra gallatlyi là một loài thực vật có hoa trong họ Pentaphylacaceae. Loài này được R.N.Paul mô tả khoa học đầu tiên năm 1979.